# Monterey (Kalifornie)
Monterey je město v Kalifornii ve Spojených státech amerických. Nachází se na jižním okraji Montereyského zálivu ve stejnojmenném okresu na rozloze přibližně 22 km² a podle sčítání v roce 2020 v něm žilo 30 219 obyvatel. Založeno bylo v roce 1774 Španěly. V letech 1791–1794 zde byla vystavěna katedrála zasvěcená svatému Karlu Boromejskému, spolu s Katedrálou svatého Ludvíka v New Orleans nejstarší stále fungující katedrála ve Spojených státech.
V červnu 1967 zde proběhl Montereyský popový festival, na kterém zahráli mj. The Jimi Hendrix Experience, The Who, Ravi Šankar a Janis Joplin. Od roku 1958 se zde koná Montereyský jazzový festival.